# Jon DeVries
Jonathan Martin Leon „Jon“ DeVries (* 26. März 1947 in New York City, New York) ist ein US-amerikanischer Schauspieler. Einige Quellen nennen als Geburtsjahr 1938 und als Geburtsort East Orange in New Jersey.

## Leben und Karriere
DeVries wurde als Jonathan Martin Leon De Vries als Sohn von Katinka Elizabeth Loeser und des Autors Peter De Vries geboren und wuchs in New York City auf. Seine Geschwister sind Derek, Jan und Emily De Vries. Nach der Schulzeit studierte er zunächst an der University of Michigan um, zurück in New York, eine Karriere auf der Bühne zu beginnen.
Er hatte sein Broadway-Debüt 1961 im Bühnenstück The Hostage. Es folgten Rollen in Stücken wie The Price, The Homecoming, The Cherry Orchard und in The Herd.
1983 war DeVries in John Olives Bühnenstück Clara’s Play am Cape Playhouse in Dennis, Massachusetts, an der Seite von Jean Stapleton zu sehen. 1997 spielte er am Broadway den Fahrer in The Red Address und 2002 George Washington in The General from America. Er war auch regelmäßig am Off-Broadway zu sehen, beispielsweise 2007 in The Accomplices. Zu weiteren Auftritten gehörten Rollen in The Tempest, The Winter’s Tale und in The Seagull am Public Theater. Während seiner Karriere arbeitete er mit Größen wie Harold Pinter, Sam Shepard und Edward Albee.
Neben der Arbeit auf der Bühne war DeVries regelmäßig in Haupt- und Nebenrollen im Film und im Fernsehen zu sehen. Eine erste Rolle vor der Kamera hatte er im Jahr 1979 als Henry Watkins in der Miniserie 3 by Cheever . Im Film spielte er unter anderem 1983 in Lianna, 2007 in American Gangster, 2009 in The International, 2013 in Kill Your Darlings – Junge Wilde sowie in The King of Comedy, The Devil’s Advocate und in The Rebound.
DeVries wirkte auch in zahlreichen Fernsehserien mit, so in Jung und Leidenschaftlich – Wie das Leben so spielt, Spenser, Der Equalizer, Miami Vice, Law & Order, All My Children, Criminal Intent – Verbrechen im Visier, The Sopranos, Boardwalk Empire, Blue Bloods – Crime Scene New York, Elementary, The Leftovers und in The Blacklist. In der US-amerikanischen Science-Fiction-Serie Raumschiff Enterprise – Das nächste Jahrhundert spielte er in der Folge Der Planet der Klone eine Doppelrolle und verkörperte Premierminister Wilson Granger und Gesundheitsminister Victor Granger. Zuletzt war er 2019 als Alexánder Serebryakóv in der Folge Uncle Vanya der Fernsehserie Theater Close-Up vor der Kamera zu sehen; er arbeitete auch als Sprecher, so 2002 für die Dokumentation Moderne Wunder.
DeVries lehrte Schauspiel an der Tisch School of the Arts der New York University und am Lee Strasberg Theatre and Film Institute. Er führte auch Regie bei einigen Produktionen, beispielsweise bei einer Adaption von The Glass Menagerie beim Berkshire Theatre Festival. Zu neueren Arbeiten gehören die Broadway-Wiederaufführung von The Rose Tattoo aus dem Jahr 2019, wo er an der Seite von Marisa Tomei als Assunta zu sehen war, sowie What do we need to talk about? im Jahr 2020.
Im deutschen Sprachraum wurde DeVries unter anderem von Friedrich Georg Beckhaus, Ulrich Frank, Jürgen Jung, Claus Jurichs, Thomas Kästner, Reinhard Kuhnert, Peter Lakenmacher, Dieter Memel, Hans Nitschke, Gerald Paradies, Lutz Riedel, Friedrich Schoenfelder, Ortwin Speer, Michael Telloke, Bodo Wolf und Harry Wüstenhagen synchronisiert.

## Auszeichnungen
Im Jahr 2001 gewann er den Obie Award für seine Darstellung in The Beauty Queen of Leenane der Atlantic Theater Company. 2012 wurde DeVries für seine Verkörperung von Charlie in der Bühnenproduktion von The Whale für den Lucille Lortel Award in der Kategorie „Outstanding Lead Actor“ nominiert. Für Sweet and Sad gewann DeVries zusammen mit dem Ensemble 2012 sowohl den Obie Award als auch den Drama Desk Award. 2014 war er in der Kategorie „Outstanding Lead Actor in a Play“ für den Lucille Lortel Award für seine Darstellung in Regular Singing nominiert; im selben Jahr gewann er den Drama Critics’ Award für The Apple Family Plays: Scenes From Life In The Country. 2015 erhielt er einen weiteren Drama Desk Award für die Ensemble-Leistung in The Wayside Motor Inn.

## Filmografie (Auswahl)

### Film
- 1980: Die erste Todsünde
- 1983: Lianna
- 1984: The Lost Honor of Kathryn Beck (Fernsehfilm)
- 1984: Vengeance Is Mine (Fernsehfilm)
- 1985: Finnegan Begin Again (Fernsehfilm)
- 1985: Invasion U.S.A.
- 1985: Somewhere Else (Kurzfilm)
- 1986: Secrets (Fernsehfilm)
- 1986: Höllengefängnis (Fernsehfilm)
- 1987: Winternacht
- 1988: Zu jung, ein Held zu sein (Fernsehfilm)
- 1989: Die Schattenmacher
- 1991: Stadt der Hoffnung
- 1991: Ein Meer für Sarah (Fernsehfilm)
- 1991: Sommer auf Grand Isle
- 1992: Ich & Veronica
- 1993: Sarah zwischen Land und Meer (Fernsehfilm)
- 1993: Zelda (Fernsehfilm)
- 1994: Developing (Kurzfilm)
- 1997: Bombenattentat auf das World Trade Center (Fernsehfilm)
- 2003: Undermind
- 2005: Baxter – Der Superaufreißer
- 2007: Spuren eines Lebens
- 2007: American Gangster
- 2008: Che: Revolución
- 2009: The International
- 2013: Kill Your Darlings – Junge Wilde
- 2014: That Hopey Changey Thing (Fernsehfilm)
- 2018: We Only Know So Much
- 2018: Whoever You Are (Kurzfilm)

### Fernsehen
- 1979: 3 by Cheever (Miniserie)
- 1980: Ryan’s Hope
- 1981: Nurse
- 1983: The Edge of Night
- 1983: Now and Then
- 1984: American Playhouse
- 1984: Jung und Leidenschaftlich – Wie das Leben so spielt
- 1985: Spenser
- 1985–1988: Der Equalizer
- 1986: Miami Vice
- 1987: Der Tötungsbefehl (Miniserie)
- 1988: Lincoln (Miniserie)
- 1989: In der Hitze der Nacht
- 1989: Raumschiff Enterprise – Das nächste Jahrhundert
- 1989: Die jungen Reiter
- 1990: Liebe, Lüge, Leidenschaft
- 1991: Gleichheit kennt keine Farbe (Miniserie)
- 1991: Mathnet
- 1992: Loving
- 1995: The Wright Verdicts
- 1998: Law & Order
- 1998: All My Children
- 1999: Future Man
- 2008: Criminal Intent – Verbrechen im Visier
- 2011: Boardwalk Empire
- 2011: Blue Bloods – Crime Scene New York
- 2014: Sweet and Sad (Miniserie)
- 2014: Regular Singing (Miniserie)
- 2015: Elementary
- 2018: The Blacklist
- 2019: Theater Close-Up

## Theater (Auswahl)
- 1961: The Hostage (Broadway, New York City)[5]
- 1977: The Cherry Orchard (Vivian Beaumont Theater, Broadway, New York City)[6][7]
- 1977: Agamemnon (Vivian Beaumont Theater, Broadway, New York City)[6][7]
- 1977: Agamemnon (Delacorte Theater, Off-Broadway, New York City)[8]
- 1978: The Inspector General (Circle in the Square Theatre, Broadway, New York City)[6][7]
- 1979: Devour the Snow (John Golden Theatre, Broadway, New York City)[6][7]
- 1980: Major Barbara (Circle in the Square Theatre, Broadway, New York City)[6][7]
- 1981: The Captivity of Pixie Shedman (Marymount Manhattan Theatre, Off-Broadway, New York City)[8]
- 1983: Clara’s Play (Cape Playhouse, Dennis, Massachusetts)[1]
- 1984: The Ballad of Soapy Smith (Joseph Papp Public Theater / Newman Theater, Off-Broadway, New York City)[8]
- 1986: Execution of Justice (Virginia Theatre, Broadway, New York City)[6][7]
- 1989: Titus Andronicus (Delacorte Theater, Off-Broadway, New York City)[8]
- 1992: Sight Unseen (New York City Center / Stage II, Off-Broadway, New York City)[8]
- 1993: Patient A (Signature Theatre, Off-Broadway, New York City)[8]
- 1994: The Scarlet Letter (East 13th Street/CSC Theatre, Off-Broadway, New York City)[8]
- 1997: One Flea Spare (Joseph Papp Public Theater / Martinson Hall, Off-Broadway, New York City)[8]
- 1997: The Red Address (McGinn-Cazale Theatre, Off-Broadway, New York City)[8]
- 1999: Goodnight Children Everywhere (Playwrights Horizons, Off-Broadway, New York City)[8]
- 2000: Kit Marlowe (Joseph Papp Public Theater / Newman Theater, Off-Broadway, New York City)[8]
- 2001: The Beauty Queen of Leenane (Atlantic Theater Company)[5]
- 2002: The General From America (Lucille Lortel Theatre, Off-Broadway, New York City)[8]
- 2003: The Persians (National Actors Theatre / The Michael Schimmel Center for the Arts at Pace University, Off-Broadway, New York City)[8]
- 2005: Hamlet (East 13th Street/CSC Theatre, Off-Broadway, New York City)[8]
- 2006: Richard II (East 13th Street/CSC Theatre, Off-Broadway, New York City)[8]
- 2007: The Accomplices (Theatre Row / Theatre Three, Off-Broadway, New York City)[8]
- 2009: August: Osage County (National Tour)[5]
- 2010: That Hopey Changey Thing (Joseph Papp Public Theater / Anspacher Theater, Off-Broadway, New York City)[8]
- 2011: Double Falsehood (East 13th Street/CSC Theatre, Off-Broadway, New York City)[8]
- 2011: Sweet and Sad (Joseph Papp Public Theater / Anspacher Theater, Off-Broadway, New York City)[8]
- 2012: The Whale (Playwrights Horizons, Off-Broadway, New York City)[5]
- 2012: Galileo (East 13th Street/CSC Theatre, Off-Broadway, New York City)[8]
- 2012: As You Like It (Delacorte Theater, Off-Broadway, New York City)[8]
- 2012: Sorry (Joseph Papp Public Theater / Anspacher Theater, Off-Broadway, New York City)[8]
- 2013: Regular Singing (Joseph Papp Public Theater / Anspacher Theater, Off-Broadway, New York City)[8]
- 2013: That Hopey Changey Thing (Joseph Papp Public Theater / Anspacher Theater, Off-Broadway, New York City)[8]
- 2013: The Apple Family Plays: Scenes From Life In The Country	(Joseph Papp Public Theater / Anspacher Theater, Off-Broadway, New York City)[8]
- 2014: The Wayside Motor Inn (Pershing Square Signature Center / The Alice Griffin Jewel Box Theatre, Off-Broadway, New York City)[8]
- 2014: Our Lady of Kibeho (Signature Theater)[5]
- 2016: Hungry / What Did You Expect (The Public Theater)[5]
- 2016: Smokefall (MCC Theater)[5]
- 2017: The Whirligig (Pershing Square Signature Center / The Alice Griffin Jewel Box Theatre, Off-Broadway, New York City)[8]
- 2018: Uncle Vanya (The Old Globe)[5]
- 2019: The Rose Tattoo (New York City)[5]
- 2020: What do we need to talk about? (The Public Theater, Stream)[5]